# 1975 Pikelner
1975 Pikelner è un asteroide della fascia principale. Scoperto nel 1969, presenta un'orbita caratterizzata da un semiasse maggiore pari a 2,8013845 UA e da un'eccentricità di 0,1184875, inclinata di 6,30775° rispetto all'eclittica.
L'asteroide è dedicato all'astronomo sovietico Solomon Borisovič Pikelner.